# Casparis Haanen
Casparis Haanen (Bilzen, gedoopt 17 juni 1778 - Amsterdam, 25 januari 1849) was een Nederlandse knipkunstenaar, kunstschilder en tekenaar.

## Leven en werk
Haanen werd in 1778 in Bilzen geboren. Hij was kunsthandelaar en tevens knipkunstenaar. Haanen woonde en werkte tot omstreeks 1830 in Utrecht. Deze periode werd rond 1812/1814 onderbroken door een verblijf in het Brabantse Oosterhout. Omstreeks 1830 verhuisde hij naar Amsterdam. Hij bekwaamde zich tevens als kunstschilder en specialiseerde zich in het schilderen van kerkinterieurs. Daarnaast schilderde hij stillevens en landschappen. Van zijn geknipte silhouetten bevinden zich meerdere exemplaren in de collectie van het Rijksprentenkabinet. Naast kunstschilder en kunsthandelaar was Haanen ook restaurateur.
Werk van Haanen bevindt zich onder meer in de collecties van het Rijksmuseum Amsterdam, het Rijksprentenkabinet en het Kröller-Müller Museum.
Haanen trouwde met Isabella Johanna Sangster. Van hun kinderen werden Adriana Johanna, Elisabeth Alida, George Gilles en Remigius Adrianus ook kunstschilder. Haanen overleed in januari 1849 op 70-jarige leeftijd in zijn woonplaats Amsterdam.

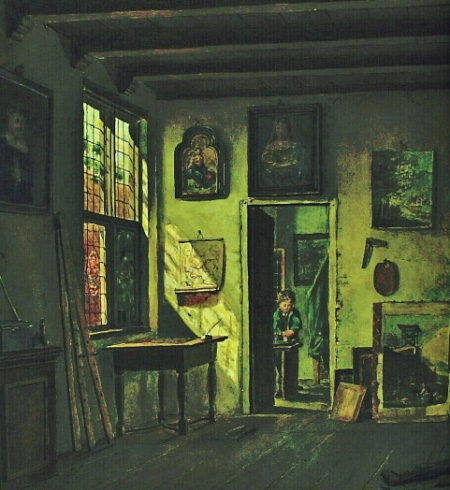
Atelier van de schilder (1822)
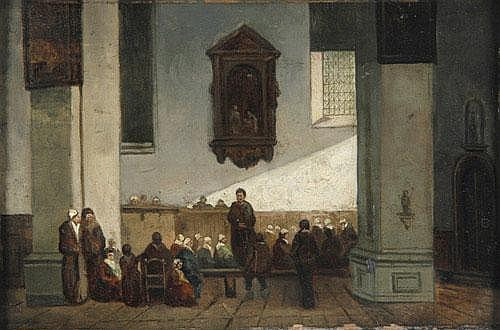
Kerkinterieur
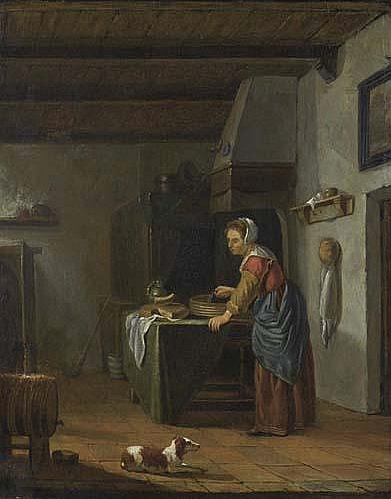
Keukeninterieur (1822)

- Biografisch Portaal: 06308217
- Digitale Bibliotheek voor de Nederlandse Letteren: haan060
- International Standard Name Identifier: 0000 0000 6802 7606
- Nederlandse Thesaurus van Auteursnamen: 070070601
- RKD-Nederlands Instituut voor Kunstgeschiedenis: 34900
- Union List of Artist Names: 500040914
- Virtual International Authority File: 95946073
- WorldCat: E39PBJqbktRJ8xqQWT6DftDH4q